# 雨坪春菜
雨坪 春菜（あまつぼ はるな、1984年9月19日 - ）は、日本のグラビアアイドル、女優、元レースクイーン。東京都出身。2TOUCH所属。

## 人物
- 趣味：フラダンス、和太鼓、歩くこと、お酒を飲むこと、料理[1]
- 特技：早寝早起き、節約、トウモロコシを美しく食べる[1]
- 好きな色：ピンク[3]
- 最終学歴：玉川大学卒業[1]
- 資格：実用英語技能検定4級、漢字検定3級、ベジタブル&フルーツマイスター。
- 実家は吉祥寺で焼肉店を営む。
- 和太鼓チーム「雷音」（らいおん）に所属する父親の影響を受け、彼女も和太鼓を演奏する[4]。

## 来歴
- 2005年、ワンエイトプロモーションに所属
- 2005年、SUPER GT マッハクイーンズ
- 2006年、2TOUCHへ移籍
- 2006年 - 2007年、スーパー耐久 ゼナドリンレースクイーン
- 2006年、レースクイーングランプリ2006 準グランプリ
- 2007年、SUPER GT BOMEX レースクイーン
- 2008年、週刊ヤングジャンプ「セイコレジャパン」Ladies編準グランプリ
- 2011年、舞台「二人でひとり」（西南コミュニティセンター）に出演（小松政夫らと共演）
- 2013年、一般男性と結婚し、大阪府に移住する。事務所所属はそのままで芸能活動は継続する[5]。
- 2016年4月、第一児を出産[6]。

## 作品

### Vシネマ
- グラドル戦隊 退魔巫女戦騎トリプルランサー 黄色い恐怖！破壊されたランサースーツ（2007年5月、ZENピクチャーズ、CGBD-12）
- グラドル戦隊 退魔巫女戦騎トリプルランサー 青い死闘！時の牢獄からの脱出（2007年6月、ZENピクチャーズ、CGBD-13）
- グラドル戦隊 退魔巫女戦騎トリプルランサー 赤い戦慄！奪われた変身パワー（2007年7月、ZENピクチャーズ、CBC-03） - スーパーヒロインマガジンVOL.1 付録DVD、誌上限定作品
- グラドルヒロイン危機一髪!!ガーディアン発動（2007年7月、ZENピクチャーズ、CGBD-17）
- グラドルヒロイン危機一髪!!ガーディアン旅立ち（2007年8月、ZENピクチャーズ、CGBD-19）

### DVD
1. Spring color（2005年8月、ビーエムドットスリー、ICFA-053）
2. きらり（2008年1月、トリコ、TRID-043）
3. イリス（2009年4月20日、ラインコミュニケーションズ、LCDV-40370）
4. Fresh！Eye（2009年9月26日、グラッソ、KI-1009）

### 写真集
- COSPLAY made in Japan（2012年7月、出版共同流通株式会社） - 写真家・須崎祐次の作品集。モデルとして参加。

### 舞台
- アクアステージ（2010年7月、エアースタジオ）
- そして龍馬は殺された（2010年11月、シアターサンモール）
- 二人でひとり（2011年9月、西南コミュニティセンター）

## 出演
- グラビアの美少女（MONDO21）
- お願い!ランキング（2009年11月26日、テレビ朝日）